# 월죽로
월죽로(Woljuk-ro)는 전북특별자치도 김제시 죽산면 서포리 동진대교와 교동 교동사거리를 잇는 전북특별자치도의 도로이다. 본래 도로명은 동진로로 명명되었지만 이 도로의 5km 이내에 부안군에서 이미 사용하고 있는 동진로가 있어 이를 방지하기 위해 월죽로로 변경되었다.

## 연혁
- 2002년 11월 : 김제 ~ 공덕간 도로(김제시 명덕동 ~ 교동, 김제시 서암동 ~ 공덕면 황산리) 10.4km 구간 확장 개통[1], 기존 7.2km 구간 폐지[2]
- 2009년 7월 10일 : 2개 이상 시·도에 걸쳐 있는 도로로 동진로를 고시[3]
- 2010년 2월 25일 : 부안군의 동진로와 도로명이 중복되는 문제를 해결하기 위해 월죽로로 명칭 변경[4]

## 주요 경유지
전북특별자치도
- 김제시 (죽산면 · 명덕동 · 연정동 · 교동)

## 노선
| 이름                 | 접속 노선                              | 소재지        | 소재지        | 비고                                                                |
| 부안로와 직결        | 부안로와 직결                          | 부안로와 직결 | 부안로와 직결 | 부안로와 직결                                                       |
| -------------------- | -------------------------------------- | ------------- | ------------- | ------------------------------------------------------------------- |
| 동진대교             |                                        | 김제시        | 죽산면        | 국도 제23호선 구간                                                  |
| 소제 교차로          | 서포2길 영구길                         | 김제시        | 죽산면        | 국도 제23호선 구간                                                  |
| 언포 교차로 (소제교) | 죽산로 서포1길                         | 김제시        | 죽산면        | 국도 제23호선 구간 김제 방면 진입 불가 부안 방면 진출 불가          |
| 유호교 죽산교        |                                        | 김제시        | 죽산면        | 국도 제23호선 구간                                                  |
| 오봉 교차로 (오봉교) | 죽산로 화초로 홍산2길                  | 김제시        | 죽산면        | 국도 제23호선 구간 김제 방면 진출 불가 부안 방면 진입 불가          |
| 옥성 교차로          | 죽산로 오성3길                         | 김제시        | 죽산면        | 국도 제23호선 구간 김제 방면 죽산로만 연결 부안 방면 오성3길만 연결 |
| 신흥 교차로          | 옥성로                                 | 김제시        | 죽산면        | 국도 제23호선 구간                                                  |
| 옥성교               |                                        | 김제시        | 죽산면        | 국도 제23호선 구간                                                  |
| 연정 교차로          | 국도 제23호선 국도 제29호선 (아리랑로) | 김제시        | 교월동        | 국도 제23호선 구간                                                  |
| 소산교               |                                        | 김제시        | 교월동        |                                                                     |
| 후신1 교차로         | 죽산로 진남길 후신길                   | 김제시        | 교월동        |                                                                     |
| 후신 교차로          | 벽성로                                 | 김제시        | 교월동        |                                                                     |
| 교동사거리           | 벽지산로 향교길                        | 김제시        | 교월동        |                                                                     |